# Tasmanian Seamounts
Die Tasmanian Seamounts (deutsch: Tasmanische Tiefseeberge), auch Tasman Seamounts und Tasmania Seamounts genannt, bilden eine Gruppe von Tiefseebergen von Submarinen Vulkanen, die vor der Südspitze Tasmaniens liegt. Die kegelförmigen, erloschenen Vulkane liegen in einer Meerestiefe von 1000 bis 2000 Metern und erheben sich 200 bis 500 Meter über den Meeresboden.
Die Tiefseeberge sind ökologisch bedeutend und ein reichhaltiges ozeanisches Ökosystem, das allerdings durch Überfischung bedroht ist. Deshalb sind seit 1999 Teile der unterseeischen Tasmanischen Seeberge zum Meeresschutzgebiet erklärt worden.

## Ökologie

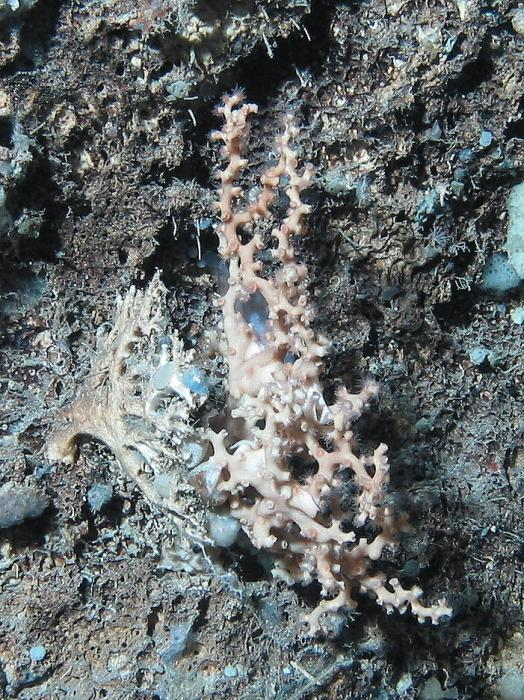
Die Solenosmilia variabeles, eine Korallenart, die die Basis des Ökosystems der Tasmanian Seamounts bildet

Die Tasmanian Seamounts sind ein bedeutendes Merkmal der südlich gelegenen tasmanischen ozeanischen Umwelt. Obwohl Ozeane generell Nährstoffe beinhalten, erhöht die Anwesenheit von Tiefseebergen ihr Wachstum. Dieser Effekt wird durch die Topografie der Berge, die sich auf dem Ozeanboden aufrichten, bestärkt, da die Felsen von Sedimenten geklärt Nahrung für Filtrierer liefern. Sie fegen die Felsen von den Substraten und ermöglichen die Ansiedlung von Schwämmen und Korallen. Unter ihnen befinden sich langlebigsten Organismen der Erde, die ein Alter von hunderten und möglicherweise tausenden Jahren erreichen. Besonders die Tasmanian Seamounts werden von Steinkorallen Solenosmilia variabeles besiedelt; die Schlafplätze und Lebensräume für Benthal-Muscheln, Stachelhäuter, Krebstiere wie Steinkrabben (Parclamis sp.), Springkrebse (Munidopsis treis) und Trochidae bieten und die die Ökologie der Tiefseeberge festigen. Obwohl viele dieser Arten auch am Kontinentalschelf gibt, wurden sie bisher nie derart konzentriert und reichhaltig an Tiefseebergen aufgefunden.
Die Tiefseeberge waren über lange Zeiten ein Gebiet des kommerziellen Fischfangs auf den Kaiserbarsch (Hoplostethus atlanticus). 1994 kartierte die Australian Geological Survey Organization das südliche tasmanische Ozeangebiet, einschließlich der Tasmanian Seamounts, und kurz danach die Environment Australia (heute das Department of Sustainability, Environment, Water, Population and Communities). Die Organisationen brachten einen Bericht heraus, der zum Ergebnis hatte, dass die Fauna der Tasmanian Seamounts hochgradig divers, unzureichend erforscht und bei Überfischung empfindlich sei und empfahlen die Errichtung eines ozeanischen Meeresschutzgebiets. Ein 3-Jahres-Fangverbot wurde verhängt, das erlaubte, eine Studie der Tiefseeberge durchzuführen. 1977 wurden 242 verschiedenartige Arten von Wirbellosen festgestellt, 26 % bis 44 % der Arten konnten nicht identifiziert werden und von denen, von denen man annahm, dass sie unbekannt seien, war ein Drittel nur an diesen Tiefseebergen vorhanden. Die Zerstörung durch den Fischfang wurde ebenso untersucht und festgestellt, dass er starke Auswirkungen auf die Tiefseeberge hat, denn die Fangmethoden zerstörten 46 % der Korallenarten und reduzierte mehr als die Hälfte der Netto-Biomasse.

## Schutzgebiet
Entsprechend dieser Studie wurde ein Meeresschutzgebiet, das Tasmanian Seamount Community, auch Tasmanian Seamounts Marine Reserve genannt, nach dem Environment Protection and Biodiversity Conservation Act 1999 errichtet. Das Schutzgebiet untersagt den Fischfang in einem Gebiet von 370 km2. Es beinhaltet ein Fünftel der 70 bis dahin bekannten tasmanischen Seeberge, alle in Gebieten der Tiefseefischerei und relativ ungeschützt.
Im Jahr 2007 wurde das Schutzgebiet in das neu geschaffene Huon Commonwealth Marine Reserve integriert, das nun circa 10.000 km2 umfasst. Im gleichen Jahr brachte eine genauere bathymetrische Untersuchung eines 2200 km2 großen Ausschnitts 123 Tiefseeberge zu Tage, die vorher zumeist unbekannt waren.